# 佩科特冰川

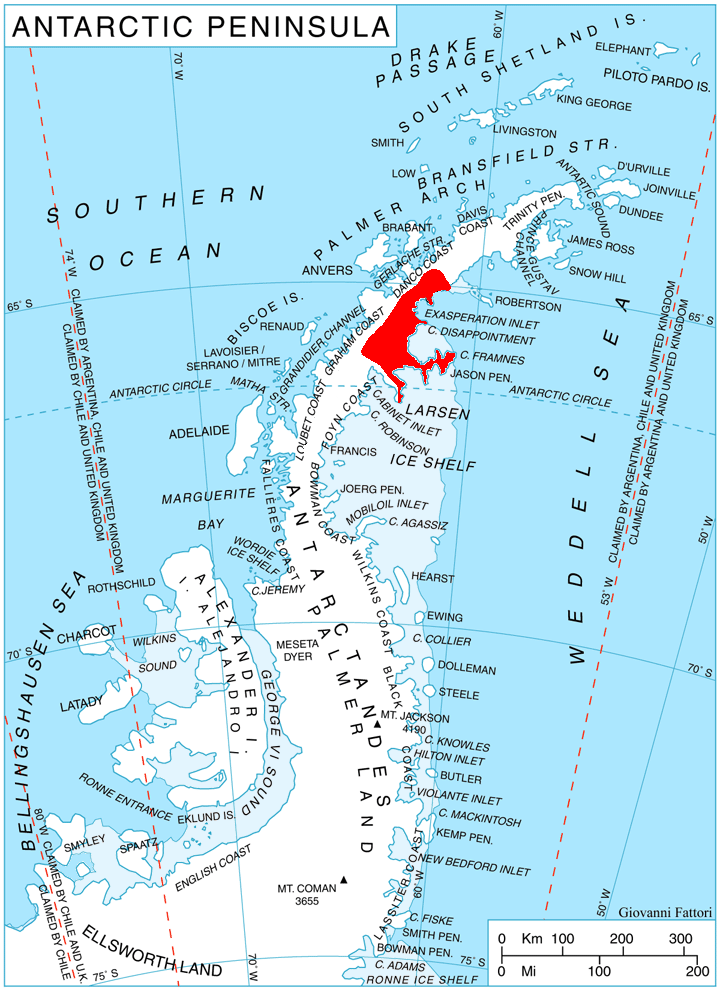

65°30′S 62°3′W / 65.500°S 62.050°W
佩科特冰川（英語：Pequod Glacier）是南極洲的冰川，位於葛拉漢地東岸，處於梅爾維爾冰川以南，全長28公里，以赫爾曼·梅爾維爾小說《白鯨記》的捕鯨船命名。